# Gnaeus Iulius Agricola

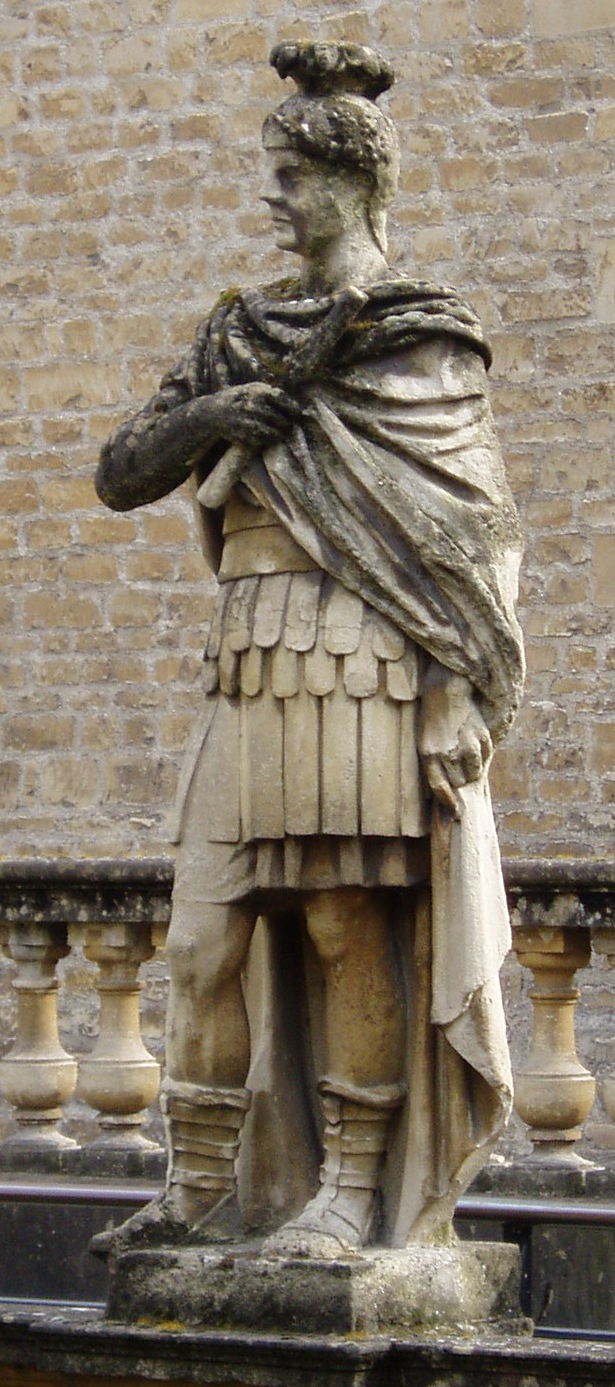
Statue von Gnaeus Iulius Agricola in Bath (19. Jahrhundert)

Gnaeus Iulius Agricola (* 13. Juni 40 in Forum Iulii (heute Fréjus); † 23. August 93) war ein gallo-römischer Senator und Feldherr. Er war im Jahr 77 Suffektkonsul und anschließend ungewöhnlich lange (bis 84) Statthalter Britanniens. Agricola hatte seine militärische Laufbahn zwischen 58 und 62 n. Chr. in Britannia als Militärtribun im Stab des Statthalters Gaius Suetonius Paulinus begonnen. Nach seiner Rückkehr nach Rom diente Agricola 66 als Volkstribun, zwei Jahre später dann als Praetor. Im Jahre 71 wurde er zum Legatus beim Gouverneur von Britannien, Quintus Petillius Cerialis und Befehlshaber der Legio XX Valeria Victrix. Als Cerialis die Provinz verließ, wurde Agricola zum Statthalter der Provinz Gallia Aquitania ernannt.
In der Zeit seines Aufenthaltes in Britannia konnte er den römischen Herrschaftsbereich vorübergehend bis über die Forth-Clyde-Linie (die Landenge zwischen den heutigen Städten Glasgow und Edinburgh) ausdehnen. Nach seiner Abberufung durch Kaiser Domitian zog er sich ins Privatleben zurück. Der Historiker Tacitus, Agricolas Schwiegersohn, schilderte dessen Leben in der erhaltenen, enkomiastisch abgefassten Biographie De vita et moribus Iulii Agricolae. Durch dieses Werk, die Hauptquelle für die Taten Agricolas, wurden auch dessen Karriere und Feldzüge in Britannien überliefert.

## Abstammung und frühe Karriere
Der von bedeutenden gallo-römischen Familien abstammende Gnaeus Iulius Agricola wurde am 13. Juni 40 in Forum Iulii in der römischen Provinz Gallia Narbonensis als Sohn des Senators Lucius Iulius Graecinus und dessen Gattin Iulia Procilla geboren. Seine beiden Großväter waren ritterlichen Ranges und kaiserliche Prokuratoren. Aus Agricolas Gentilnamen Iulius dürfte zu schließen sein, dass einer seiner Vorfahren, der entweder unter Gaius Iulius Caesar oder Augustus als Offizier gedient hatte oder als vermögender und angesehener einheimischer Bürger von Forum Iulii hervorgetreten war, das römische Bürgerrecht erhalten hatte. Graecinus verfasste ein Werk über den Weinbau und gab vermutlich aufgrund seiner Neigung für die Landwirtschaft seinem Sohn das Cognomen Agricola. Er wurde Ende 39 oder im Jahr 40 auf Befehl des Kaisers Caligula hingerichtet. Der auf diese Weise zum Halbwaisen gewordene Agricola wuchs seit frühester Kindheit in Massilia (dem heutigen Marseille) auf. Dort ließ ihm seine Mutter eine sorgfältige und angemessene Erziehung angedeihen. Wie für einen vornehmen Jugendlichen üblich, studierte er u. a. eifrig Philosophie, doch erlegte ihm seine Mutter hierbei Schranken auf.
Agricola begann seine soldatische Laufbahn in Britannien von 58 bis 62 als Militärtribun im Stab des Statthalters Gaius Suetonius Paulinus und half in dieser Stellung höchstwahrscheinlich bei der Unterdrückung des Boudicca-Aufstandes von 60/61 mit. Nach Paulinus’ Abberufung im Jahr 62 dürfte er mit dem Statthalter nach Rom gereist sein. Damals feierte er seine Hochzeit mit Domitia Decidiana, der Tochter eines ebenfalls aus Gallia Narbonensis stammenden Senators. Bald nach seiner Vermählung, also etwa im Jahr 63, erhielt er aus seiner glücklich verlaufenden Ehe männlichen Nachwuchs und durfte sich daher gemäß der Lex Papia Poppaea vorzeitig um Ämter des cursus honorum bewerben. Das erwähnte Gesetz erlaubte nämlich beim Vorhandensein von Kindern einen Amtsantritt vor dem ansonsten notwendigen Mindestalter, und zwar um je ein Jahr pro Kind.
Aus den Angaben des Tacitus im 6. Kapitel der Lebensbeschreibung seines Schwiegervaters kann gefolgert werden, dass Agricola zunächst, wie die Lex Papia Poppaea ihm gewährte, im Jahr 64 das Amt eines Quästors bereits als 24-Jähriger (und nicht erst im dafür eigentlich vorgesehenen Lebensalter von 25 Jahren) innehatte. In dieser Funktion diente er in Asia unter dem Prokonsul Lucius Salvius Otho Titianus, dem Bruder des späteren Kaisers Otho. Laut Tacitus versah er im Gegensatz zu seinem Vorgesetzten sein Amt mit großer Rechtschaffenheit. Domitia Decidiana war mit ihrem Gatten nach Asia gereist und gebar ihm während seiner Quästur eine Tochter, die nachmalige Gemahlin des Tacitus. So durfte Agricola nun, obwohl damals sein ältester Sohn im Kleinkindalter verstarb, die staatlichen Ämter zwei Jahre vor dem gesetzlichen Termin bekleiden. Im Jahr 65 und im Folgejahr 66, in dem er als Volkstribun amtierte, setzte er keine größeren öffentlichen Akzente, um sich unter Neros Regierung nicht in Gefahr zu bringen. 68 wurde er Prätor und brauchte, da er keine gerichtliche Zuständigkeiten erhielt, weiterhin nicht besonders hervorzutreten. Er veranstaltete u. a. nicht allzu aufwendige Spiele. Nach Neros Tod (Juni 68) wurde er vom neuen Kaiser Galba mit einer Bestandsaufnahme der Tempelschätze und Wiederbeschaffung geraubten sakralen Eigentums beauftragt, welche Aufgabe er getreulich erledigte; allerdings konnte er die auf Befehl Neros gestohlenen und eingeschmolzenen Tempelschätze nicht mehr herbeischaffen.
Anfang des Vierkaiserjahres (69) wurde Agricolas Mutter auf ihrem Landgut in Intimilium an der Küste Liguriens von plündernden Soldaten Othos erschlagen. Ihr Landsitz und ein beträchtlicher Teil von Agricolas väterlichem Erbgut wurden ausgeraubt. Der schwer getroffene Agricola sorgte für das Begräbnis seiner Mutter und schloss sich sofort Vespasian an, als dieser in den Kampf um den Kaiserthron eintrat. Auf Anweisung des seit Ende Dezember 69 vorübergehend die Verwaltung in Rom führenden Gaius Licinius Mucianus hob er im folgenden Jahr Truppen aus. Von Mucianus wurde er noch im Jahr 70 zum Legaten der Legio XX Valeria Victrix in Britannien befördert, wo er zunächst unter dem Statthalter Marcus Vettius Bolanus diente. In dieser Legatenfunktion folgte er Marcus Roscius Coelius nach, der mit Bolanus’ Vorgänger Marcus Trebellius Maximus in Streit geraten und dabei im Jahr 69 von vielen Soldaten unterstützt worden war, bis Trebellius schließlich hatte flüchten müssen und durch Vettius Bolanus ersetzt worden war. Das infolgedessen abhanden gekommene Autoritätsgefühl der Truppen konnte Agricola rasch wiederherstellen, wobei er sehr maßvoll vorging. Aber erst unter Bolanus’ Nachfolger, dem offensiver eingestellten, Britannien seit 71 verwaltenden Statthalter Quintus Petillius Cerialis, fand Agricola die Möglichkeit, größere Taten zu vollbringen. Er durfte relativ große Heereseinheiten selbständig befehligen und zeichnete sich vermutlich in Kämpfen gegen die Briganten in Nordengland aus.
Nach seiner Rückkehr aus Britannien im Jahr 73 wurde Agricola von Vespasian unter die Patrizier aufgenommen und 74 zum prätorischen kaiserlichen Statthalter der Aussicht auf das Konsulat verheißenden Provinz Aquitanien bestimmt. Nach nicht ganz dreijähriger Amtstätigkeit, die er sehr bedachtsam angelegt hatte, verließ Agricola die Provinz wieder und wurde wohl im Jahr 77 für einige Monate Suffektkonsul. Während der Bekleidung dieser Funktion verlobte er seine etwa 13-jährige Tochter mit Tacitus, mit dem er sie nach dem Ende seines Konsulats auch verheiratete. Bald nach dem Ablauf seines Konsulats wurde er zum Pontifex sowie als Nachfolger von Sextus Iulius Frontinus zum neuen Statthalter Britanniens ernannt, welches letztere Amt er wahrscheinlich noch in der zweiten Hälfte des Jahres 77 (spätestens im Jahr 78) antrat und insgesamt sieben Jahre lang versah.

## Statthalter von Britannien

### Erste erfolgreiche Feldzüge
Der britische Historiker Malcolm Todd vertrat die Meinung, dass Tacitus in der Biographie seines Schwiegervaters dessen Leistungen in Britannien im Wesentlichen nicht übertrieben dargestellt oder etwas hinzuerfunden habe und dass sein Bericht über Agricolas Feldzüge in Nordbritannien sowie dessen Städteentwicklungsprogramm auf der Insel durch archäologische Zeugnisse gestützt werde. Todd sah also Tacitus’ Schilderung von Agricolas britannischer Statthalterschaft als relativ glaubwürdig an.
Bereits der 71-74 amtierende Statthalter Quintus Petillius Cerialis hatte offensichtlich die im Nordosten Englands siedelnden Briganten endgültig unterworfen, womit das von den Römern kontrollierte Territorium das ganze Flachland nördlich bis etwa zur Linie Solway Firth – Tyne umfasste. Sextus Iulius Frontinus hatte dann die Silurer im Süden von Wales bezwingen können. Kurz vor der Landung Agricolas hatten allerdings die Ordovicer eine in ihr Stammesgebiet, das heutige Nordwales, vorgeschobene Ala fast vollständig vernichtet. Obwohl Agricola erst im Spätsommer 77 in Britannien ankam, gelang es ihm unverzüglich, die Ordovicer entscheidend zu besiegen und anschließend mit ausgesuchten berittenen Auxiliartruppen die bereits zu Neros Zeiten umkämpfte Insel Mona (heute Anglesey), das religiöse und nationale Widerstandszentrum der Kelten, zu erobern. Die Einnahme der Insel erreichte er dadurch, dass die Hilfstruppen ihre schwere Ausrüstung ablegten und zur Insel schwammen, was die dortigen Kelten nach Tacitus so beeindruckt haben soll, dass sie sich kampflos ergaben.
Im Winter 77/78 suchte Agricola dem Ausbruch künftiger Kriege zwischen Römern und einheimischen Stämmen vorzubeugen und erwies sich dabei als fähiger Organisator, indem er u. a. den Aufwand für seinen eigenen Haushalt begrenzte, Positionen unparteiisch mit geeigneten Kandidaten besetzte, die Lasten der Getreide- und Steuerforderungen gerechter verteilte und bisher geübten Schikanen ein Ende bereitete. Im Sommer 78 konnte er mittels häufiger Truppendemonstrationen, ohne eine größere Schlacht ausfechten zu müssen, viele im neu eroberten Gebiet gelegene, aber noch unabhängige civitates zur Stellung von Geiseln und Anerkennung der römischen Herrschaft bringen. Zur Sicherung seiner Erfolge ließ er dort äußerst zweckmäßige Festungen mit Garnisonen errichten. Er trieb sodann im Winter 78/79 die Romanisierung der neu unterworfenen Bevölkerung effektiv voran, sorgte für eine Erziehung der Söhne britannischer Adliger nach römischem Vorbild, regte den Bau von Tempeln sowie komfortablen Wohnhäusern an und rief eine neue Gerichtsordnung ins Leben; sogar das Tragen der römischen Toga wurde nun als modisch empfunden.

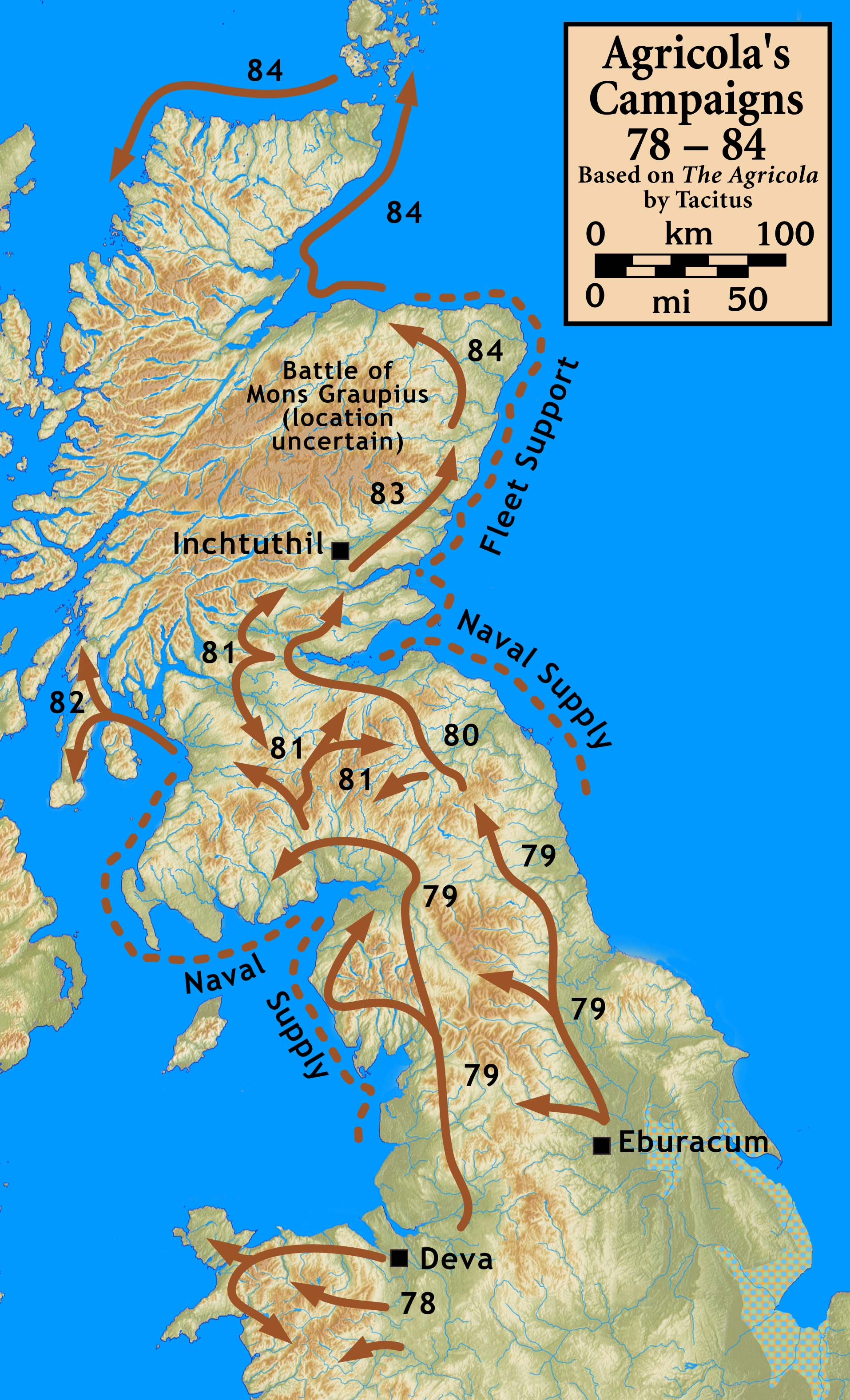
Feldzüge in den Jahren 78–84 n. Chr.

In der Folge stieß Agricola weiter nach Norden vor als jemals ein Römer vor ihm. Im Jahr 79 griff er bis zum Tanaus (oder Taus; unbekannter Lage, vielleicht der Firth of Tay) aus und erbaute dabei erneut einige feste Kastelle, die strategisch besonders günstig lagen. Diese Forts konnten, da in ihnen Vorräte für ein ganzes Jahr lagerten, langen Belagerungen, auch im Winter, standhalten. Agricola schritt im folgenden Sommer des Jahres 80 an die Absicherung seiner Eroberungen und legte an einer Landenge, wo die von Tacitus als Clota (Firth of Clyde) und Bodotria (Firth of Forth) bezeichneten Meeresarme tief in die Insel einschneiden, eine Reihe von Kastellen als Verteidigungswerke an (Gask Ridge).

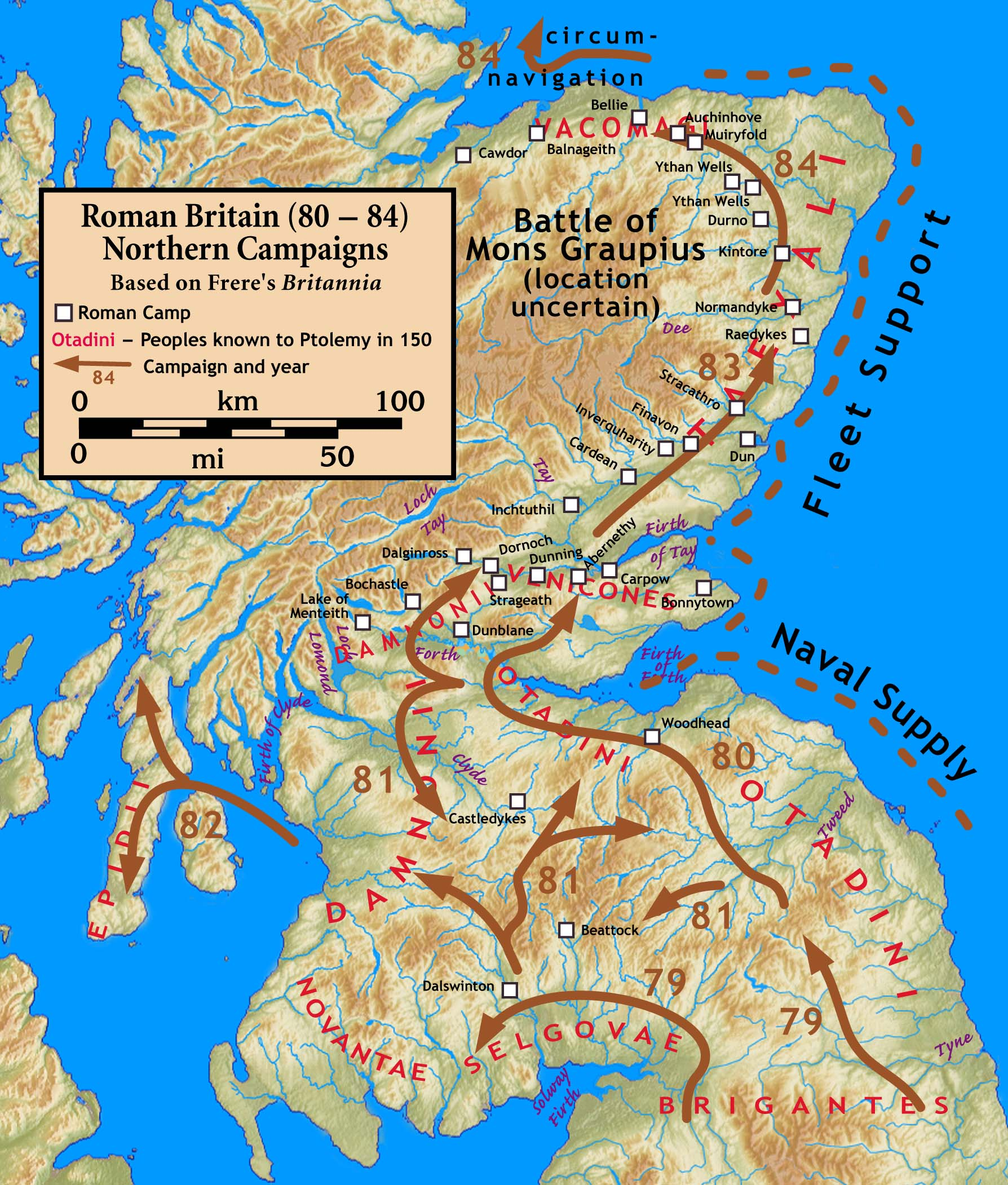
Feldzüge in den Jahren 80–84 n. Chr.

Der weitere Vormarsch nach Norden erfolgte im Jahr 81, als Agricola anscheinend an der Westküste Britanniens über den Firth of Clyde siegreich gegen bisher unbekannte Stämme vordrang. Er dachte damals sogar an die Eroberung von Hibernia (Irland) und zog zu diesem Zweck Truppen an der dieser Insel gerade gegenübergelegenen Küste zusammen. Die Erreichung seines Ziels erschien ihm relativ leicht machbar, wobei er die internen Zwistigkeiten der Adligen Irlands ausnützen wollte. Daher hatte er auch einen Häuptling, der aus Irland hatte flüchten müssen, freundlich empfangen, um sich bei Gelegenheit seiner bedienen zu können. Er dürfte dann mangels erforderlicher Truppen doch nicht nach Irland übergesetzt sein, was indessen manche Historiker dennoch annehmen und dabei an eine in kleinem Maßstab durchgeführte Probe- oder Strafexpedition denken. Tacitus erwähnt aber nichts davon und die Insel blieb jedenfalls auch weiterhin außerhalb des römischen Einflussbereiches.

### Kampf gegen die Kaledonier
Im Jahr 82 zog Agricola mit seinen Truppen an der Ostküste des heutigen Schottlands in die nördlich des Firth of Forth gelegenen Regionen und wurde dabei von seiner Flotte begleitet. Der schottische Stamm der Kaledonier griff zu den Waffen und drohte mit numerisch überlegenen Heeren in Flanke und Rücken der vorrückenden römischen Armee einzufallen sowie deren Stützpunkte anzugreifen. Als Gegenstrategie teilte Agricola seine Soldaten nun in drei Kolonnen auf, um auf diese Weise weiter nach Norden zu marschieren. Daraufhin attackierten die Kaledonier mit ihrer gesamten Militärmacht des Nachts das Marschlager der von Tacitus als schwächste britannische Legion charakterisierte Legio VIIII Hispana, die eine Vexillation für den Kampf gegen die Chatten hatte abgeben müssen. Die bedrängten römischen Soldaten erlitten schwere Verluste, wurden aber vom mit weiteren Streitkräften herbeigeeilten Agricola gerade noch rechtzeitig gerettet und die Feinde in die Flucht geschlagen. Die Kaledonier brachten ihre Frauen und Kinder an sichere Orte und bewaffneten noch mehr Männer, meist Jugendliche, für die bevorstehende Konfrontation mit den Römern.
Unter anderem wurde das Legionslager Inchtuthil, 15 km nördlich von Perth, als Standort eines von Agricola während seines Feldzugs gegen die Kaledonier errichteten festen Legionslagers festgestellt. Ein zweiter Sohn, der Agricola in diesem Jahr (82) geboren wurde, starb zum Kummer des Vaters bereits im darauffolgenden Jahr.
Im Sommer 82 meuterte eine in Germanien ausgehobene und nach Britannien verlegte Kohorte Usipeter, bemächtigte sich mehrerer Kähne und wollte auf diesen in ihre Heimat entkommen. Die Flüchtigen umsegelten Britannien, erlitten aber Schiffbruch und fielen Sueben und Friesen in die Hände, die sie teilweise als Sklaven verkauften.
Beim erneuten Vormarsch nach Norden, den Agricola im Jahr 83 wieder mit Flottenunterstützung unternahm, fand er die Hauptstreitkräfte der Kaledonier unter ihrem Feldherrn Calgacus beim Mons Graupius versammelt vor. Die genaue Position dieses wohl im Nordosten Schottlands gelegenen Berges ist unbekannt. Die Römer gewannen die nun folgende Schlacht laut der Darstellung des Tacitus ohne Beteiligung der Legionen am Kampfgeschehen nur durch den Einsatz ihrer 8000 Mann Hilfstruppen sowie 3000 Reiter und vier Alae Reserven gegen die angeblich 30.000 Soldaten starke kaledonische Armee, von denen 10.000 Mann gefallen sein sollen, während dem Rest die Flucht gelang. Die römischen Verluste gibt Tacitus mit nur 360 Gefallenen an.
Nach der siegreichen Schlacht beendete Agricola aufgrund des Nahens des Herbstes seinen Feldzug und begab sich mit seiner Armee auf das Territorium der ansonsten in den antiken Quellen nicht erwähnten Völkerschaft der Boresti, die ihm Geiseln auslieferten. Während er sich dann absichtlich langsam mit seinen Landtruppen auf den Weg in die Winterquartiere machte, ließ er seine Flotte zuerst noch den Norden Britanniens umsegeln, sodass nun endgültig belegt war, dass es sich wirklich um eine Insel handelte.

### Abberufung
Kaiser Domitian ließ dem erfolgreichen Statthalter eine Ehrenstatue und die ornamenta triumphalia durch den Senat dekretieren, beorderte ihn aber bald danach, wahrscheinlich zu Beginn des Jahres 84, nach Rom zurück. Tacitus behauptet, dass der große Erfolg seines Schwiegervaters Domitian heimlich geängstigt habe. Der Kaiser habe Agricola seine Abberufung durch die Aussicht auf die Übertragung der bedeutenden Provinz Syria schmackhaft machen wollen.
Wahrscheinlichere Gründe für die Abberufung des Statthalters als der von Tacitus angegebene dürften u. a. sein, dass Agricola schon ungewöhnlich lange (sieben Jahre) sein Amt versehen hatte, dass die Ausgaben für die militärischen Aktivitäten und die in diesen Kriegen erlittenen Verluste vermutlich in keinem Verhältnis zum Gewinn standen und dass vor allem ein Teil der in Britannien stationierten Truppen durch die zunehmenden germanischen und dakischen Angriffe an Rhein und Donau an diesen Schauplätzen dringender benötigt wurden. In der Folge konnten die nördlichsten Eroberungen Agricolas nicht behauptet werden und wurden wieder geräumt, so etwa das Legionslager Inchtuthil. Dass aber Domitian den siegreichen Feldherrn nicht aus persönlichen, sondern sachlichen Gründen zurückbeordert hatte, ist auch daran zu erkennen, dass der militärisch sehr expansiv eingestellte Trajan Domitians Entscheidung, die nördlichsten römischen Festungen in Britannien aufzugeben, nicht revidierte.

## Späteres Leben und Tod
Agricola führte nach dem Ende seiner britannischen Statthalterschaft ein ziemlich zurückgezogenes Leben. Von seinem Lebensabend bietet Tacitus folgende Version: Obwohl er von Domitian mit den Triumphalinsignien geehrt worden war, verlor Agricola angeblich aufgrund seiner Popularität, Erfolge und Integrität das Vertrauen des als tyrannisch charakterisierten Kaisers, ohne dass sich dieser dies habe anmerken lassen. Während die Römer 86-88 gegen die von Decebalus angeführten Daker sowie gegen die Quaden und Markomannen unglücklich kämpften, sei Agricola vom Volk – sehr zum Ärger Domitians – als geeigneter Feldherr zur Wendung dieser unerfreulichen Situation angesehen worden. Als er dann um den Prokonsulat der Provinzen Africa oder Asia losen sollte, habe er auf eine solche Kandidatur auf heimlichen Druck des Kaisers verzichtet. Durch diese kluge Zurückhaltung hätten Domitians Neid und Misstrauen ihm gegenüber nachgelassen.
Als Agricola am 23. August 93 im Alter von 53 Jahren starb, machten Gerüchte über seine angebliche Vergiftung, die Tacitus wahrscheinlich selbst nicht glaubte, die Runde. Aufgrund einer mehrjährigen Abwesenheit war es Tacitus und seiner Gattin nicht vergönnt gewesen, am Sterbebett ihres wohl doch eines natürlichen Todes verschiedenen Schwiegervaters bzw. Vaters persönlich anwesend zu sein. Der Verstorbene wurde vom Volk sehr betrauert und auch der testamentarisch neben Agricolas Gattin und Tochter zum Miterben bestimmte Kaiser habe Kummer geheuchelt, sei aber in Wahrheit erfreut über das Ableben des verdienten ehemaligen Statthalters und Feldherrn gewesen.
Die neuere Forschung hat gegenüber Tacitus’ Version von dem Verhältnis zwischen Agricola und Domitian darauf hingewiesen, dass auch der römische Historiker nicht ganz verhehlen kann, dass Agricola Domitian stets beflissen diente und dafür beim Kaiser in höchster Gunst stand. Die Behauptung, Domitian habe ihn zwar äußerlich geehrt und belohnt, heimlich aber gefürchtet und gehasst, dient offensichtlich als eine Apologie, um in der kritischen Situation der Jahre 97/98, als der Agricola des Tacitus wahrscheinlich entstand, zu rechtfertigen, dass Agricola und sein Schwiegersohn Tacitus unter dem postum zum Tyrannen erklärten Domitian so glänzende Karrieren absolviert hatten. 
Tacitus charakterisiert im Agricola seinen Schwiegervater als einen lauteren, respektabnötigenden Mann altrömischer Tugend. Er habe als philosophisch gebildeter Mensch meist weise und maßvoll gehandelt, sich nötigenfalls politisch klug zurückgehalten, als Richter gerechte Urteile gesprochen und seine Autorität als Amtsperson durch Ernst, Dienstfertigkeit sowie, falls erforderlich, auch durch eine gewisse Strenge gewahrt.